# 林珍奇
林珍奇（英語：Lin Chen-Chi，1955年12月1日—），原名林景琪，於臺灣出生的香港女演員，前香港連鎖式餐廳扒王之王的人事部主管。

## 簡歷
林珍奇出生於臺灣宜蘭，具有荷蘭血統。1973年，她纖瘦苗條的形象被香港開發電影公司賞識，因而加入香港影壇，初期曾使用藝名林珍琪，拍攝了電影《雙龍谷》、《危險人物》及《大小兩條龍》。1974年，林珍奇轉投邵氏電影公司門下。林珍奇主要演出一些年輕而性格帶叛逆味道的少女角色，其演出曾獲讚自然而充滿時代感。她在邵氏時期的參演作品包括《電單車》、《同居》、《的士大佬》、《大劫案》、《女金剛鬥狂龍女》、《神打》、《蛇王子》、《殺絕》、《射鵰英雄傳續集》、《生死門》、《第三類打鬥》、《碟仙》等十多部電影。1975年，林珍奇獲選《華僑晚報》十大明星選舉「十大影劇明星」。1976年7月，她為邵氏拍攝宣傳照片時，意外墮馬受傷，左手臂骨折。從此，她亦逐漸淡出影壇，並在美國深造期間邂逅經營凍肉生意的李德麟。1980年，林珍奇主演由徐克執導的香港新浪潮電影《第一類型危險》，飾演奀珠一角。
1982年，林珍奇與李德麟結婚，其後誕下一女一子，包括長女李依琳。1980年代後期，林珍奇息影。1999年，李德麟開設連鎖式餐廳扒王之王，林珍奇曾擔任人事部主管一職。
2006年，林珍奇因餐廳聘請的一位員工（有「巴士阿叔」之稱的陳乙東）損害餐廳形象，與丈夫意見相左，同年6月11日早上8時多，林被發現在花園道愛都大廈寓所服食過量安眠藥企圖自殺以死相諫，送院無大恙。
2017年4月，林珍奇與女兒李依琳一同出席香港荷蘭日活動，是為林珍奇最近一次公開露面。

## 演出作品

### 電影
| 年份   | 片名               | 角色           | 備註 |
| 1973年 | 《雙龍谷》         |                |      |
| 1973年 | 《危險人物》       |                |      |
| 1973年 | 《大小兩條龍》     |                |      |
| 1974年 | 《電單車》         |                |      |
| 1975年 | 《同居》           | 李明麗         |      |
| 1975年 | 《的士大佬》       |                |      |
| 1975年 | 《大劫案》         | 周珍妮         |      |
| 1975年 | 《女金剛鬥狂龍女》 |                |      |
| 1975年 | 《神打》           |                |      |
| 1976年 | 《蛇王子》         |                |      |
| 1976年 | 《酒帘》           | 小芬           |      |
| 1977年 | 《天龍八部》       |                |      |
| 1977年 | 《應召名冊》       |                |      |
| 1978年 | 《槍神》           |                |      |
| 1978年 | 《殺絕》           |                |      |
| 1978年 | 《射鵰英雄傳續集》 | 程瑤迦         |      |
| 1979年 | 《大大小小一家春》 | 岑凱詩         |      |
| 1979年 | 《生死門》         | 笑面女羅剎小薔 |      |
| 1980年 | 《第三類打鬥》     |                |      |
| 1980年 | 《碟仙》之陰靈     | 美美（蘇良妻） |      |
| 1980年 | 《第一類型危險》   | 奀珠           |      |
| 1982年 | 《天龍八部大結局》 |                |      |
| 1985年 | 《貓靈》           |                |      |

## 外部連結
- 林珍奇在互联网电影资料库（IMDb）上的資料（英文）
- 林珍奇在香港影庫上的簡介